# Т-Сентрален (станция метро, Красная и Зелёная линии)
«Т-Сентрален» (швед. T-Centralen) — станция Стокгольмского метрополитена. Расположена на красной линии и зелёной линии между станциями «Хёторгет» и «Гамла стан» для зелёной линии и между станциями «Эстермальмсторг» и «Гамла стан» для красной линии. Обслуживается маршрутами Т13, Т14, Т17, Т18, Т19.

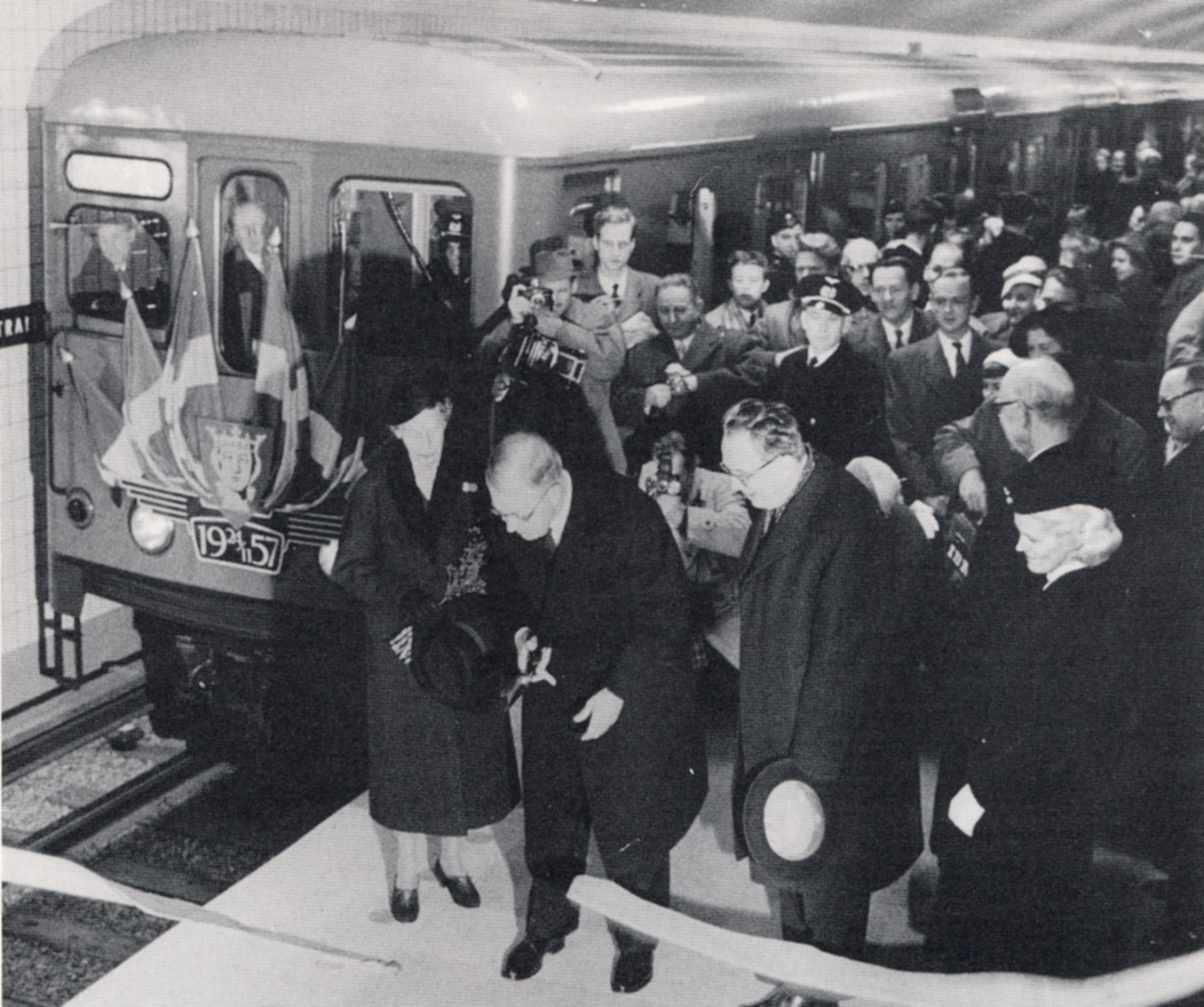
T-Centralen 1957

Станция «Т-Сентрален» зелёной и красной линии открыта 24 ноября 1957 года. Станция двухуровневая, разделена на 2 уровня. Один уровень (верхний) находится в 8,5 метрах под землёй, там ходят поезда в сторону северных конечных станций Ropsten, Morby Centrum, Akeshov, Alvik и Hasselby strand. 2 уровень (нижний) находится на глубине 14 метров, там ходят поезда южных конечных станций Fruangen, Norborg, Hagsatra, Farsta strand, Skarpnack.
Переход на станцию «Т-Сентрален» Синей линии.
Над оформлением трудились несколько художников.
Верхний уровень: Egon Möller-Nielsen, Anders Österlin и Signe Persson-Melin, Berndt Helleberg, Siri Derkert, Siri Derkert, Vera Nilsson, Erland Melanton и Bengt Edenfalk.
Нижний уровень: Oscar Brandtberg, Torsten Treutiger, Britt-Louise Sundell.
Станция обслуживает маршруты красной линии T13 Ropsten-Norborg, T14 Morby Centrum-Fruangen, маршруты зелёной линии T17 Akeshov-Hagsatra, T18 Alvik-Farsta strand и T19 Hasselby strand-Skarpnack.
Пассажиропоток около 220000 человек[за какой период?], станция T-Centralen самая используемая в Стокгольме.

## История
Изначально станция имела название Centralen, но её часто путали с одноимённой железнодорожной станцией, поэтому в 1958 году к названию была прибавлена буква Т.

## Станция в цифрах
1 место по загруженности в стокгольмском метрополитене (более 200000 человек[за какой период?]).
Единственная станция, которая обслуживает 7 маршрутов.
36-я станция в стокгольмском метрополитене.